# Mesochorus tenthredinidis
Mesochorus tenthredinidis là một loài tò vò trong họ Ichneumonidae.